# Mía Maestro
Mía Maestro (Buenos Aires, 19 giugno 1978) è un'attrice e cantautrice argentina.

## Biografia
A 18 anni, Mía Maestro si è trasferita a Berlino per sviluppare un repertorio vocale classico tramite le opere di Kurt Weill e Hans Eisler; nella stessa città, ha anche studiato recitazione con la tecnica di Brecht. All'età di 20 anni è tornata a Buenos Aires ed è stata la protagonista de Il vaso di Pandora di Frank Wedekind, e per questo ha vinto un Premio ACE per la miglior interpretazione dell'anno.
Mía è stata lanciata nel mondo del cinema grazie al film Tango di Carlos Saura. Dopo essersi trasferita a Los Angeles, California, la Maestro ha subito cominciato ad apparire in film hollywoodiani come Ho solo fatto a pezzi mia moglie (2000) e Frida (2002), finché non è entrata a far parte del cast della serie televisiva Alias nel ruolo di Nadia Santos. 
Nel 2005 ha partecipato al videoclip di Prince Te Amo Corazón, diretto da Salma Hayek.
Nel 2014 ottiene il ruolo della dottoressa Nora Martinez nella serie televisiva horror The Strain, creata da Guillermo del Toro.

## Filmografia

### Cinema
- Tango (Tango, no me dejes nunca), regia di Carlos Saura (1998)
- The Venice Project, regia di Robert Dornhelm (1999)
- Timecode, regia di Mike Figgis (2000)
- Ho solo fatto a pezzi mia moglie (Picking Up the Pieces), regia di Alfonso Arau (2000)
- El Astillero, regia di David Lipszyc (2000)
- Hotel, regia di Mike Figgis (2001)
- Frida, regia di Julie Taymor (2002)
- Four Lean Hounds, regia di Ned Benson – cortometraggio (2003)
- Secuestro express, regia di Jonathan Jakubowicz (2004)
- I diari della motocicletta (Diarios de motocicleta), regia di Walter Salles (2004)
- La niña santa, regia di Lucrecia Martel (2004)
- La mantenidas sin sueños, regia di Martín De Salvo e Vera Fogwill (2005)
- Deepwater, regia di David S. Marfield (2005)
- Poseidon, regia di Wolfgang Petersen (2006)
- The Box, regia di A.J Kparr (2007)
- Visioneers, regia di Jared Draje (2008)
- Meant to Be, regia di Paul Breuls (2010)
- First Night, regia di Christopher Menaul (2010)
- The Speed of Tought, regia di Evan Oppenheimer (2011)
- The Music Never Stopped, regia di Jim Kohlberg (2011)
- The Twilight Saga: Breaking Dawn - Parte 1 (The Twilight Saga: Breaking Dawn - Part 1), regia di Bill Condon (2011)
- The Twilight Saga: Breaking Dawn - Parte 2 (The Twilight Saga: Breaking Dawn - Part 2), regia di Bill Condon (2012)
- Le belve (Savages), regia di Oliver Stone (2012)
- Some Girl(s), regia di Daisy von Scherler Mayer (2013)
- Grand Street, regia di Lex Sidon (2014)
- Fin de siglo, regia di Lucio Castro (2019)
- Il legame, regia di Domenico de Feudis (2020)

### Televisione
- The Arturo Sandoval Story, regia di Joseph Sargent– film TV (2000)
- In the Time of the Butterflies, regia di Mariano Barroso – film TV (2001)
- Alias – serie TV, 30 episodi (2004-2006)
- The Summit, regia di Nick Copus – miniserie TV, episodi 1x01-1x02 (2008)
- Crusoe – serie TV, 7 episodi (2008-2009)
- White Collar – serie TV, episodi 4x01-4x02 (2012)
- Person of Interest – serie TV, episodio 2x15 (2013)
- The Strain – serie TV, 26 episodi (2014-2015)
- Hannibal – serie TV, episodio 3x05 (2015)
- Scandal – serie TV, episodi 5x04-5x05-5x06 (2015)
- Nashville – serie TV, episodi 6x11-6x15 (2018)
- Mayans – serie TV, 9 episodi (2019-2021)
- La gemma della nostra vita (Rise and Shine, Benedict Stone), regia di Peter Benson – film TV (2021)

## Doppiatrici italiane
Nelle versioni in italiano dei suoi lavori, Mía Maestro è stata doppiata da:
- Sabrina Duranti in The Strain, Hannibal
- Chiara Colizzi in Frida
- Daniela Calò in I diari della motocicletta
- Georgia Lepore in Deepwater
- Francesca Fiorentini in Le belve
- Giulia Boschi in Tango
- Ilaria Latini in White Collar
- Antonella Baldini in Person of Interest
- Ilaria Stagni in Crusoe
- Laura Latini in Alias
- Laura Lenghi in Poseidon
- Rosalba Caramoni in La niña santa
- Tania De Domenico in Scandal